# Dryopteris sacrosancta
Dryopteris sacrosancta är en träjonväxtart som beskrevs av Gen'ichi Koidzumi. Dryopteris sacrosancta ingår i släktet Dryopteris och familjen Dryopteridaceae. Inga underarter finns listade.